# Comunità Montana Penisola Amalfitana
Die Comunità Montana Penisola Amalfitana war eine Vereinigung aus fünfzehn Gemeinden in der italienischen Provinz Salerno in der Region Kampanien.
Das Gebiet der Comunità Montana Penisola Amalfitana umfasste die südlichen Gemeinden der Halbinsel Amalfi und hatte eine Ausdehnung von 107 km². 
In den fünfzehnköpfigen Rat der Comunità entsandten die Gemeinderäte der beteiligten Kommunen je ein Mitglied.

## Mitglieder
Die Comunità umfasste folgende Gemeinden:
| - Amalfi - Atrani - Cetara - Corbara - Conca dei Marini - Erchie (Maiori) - Furore - Maiori - Minori | - Positano - Praiano - Ravello - Sant’Egidio del Monte Albino - Scala - Tramonti - Vietri sul Mare |

Mit Gesetz vom 11. Dezember 2008 wurde die Comunità Montana Penisola Amalfitana aufgelöst und einige ihrer Gebietskörperschaften (Kommunen) in die neugegründete Comunità Montana Monti Lattari - Penisola Sorrentina eingegliedert.